# 鐘聲慈善社胡陳金枝中學

鐘聲慈善社胡陳金枝中學舊稱鐘聲慈善社中學，圖中所示為其1990年9月正式遷校前沿用的舊校徽

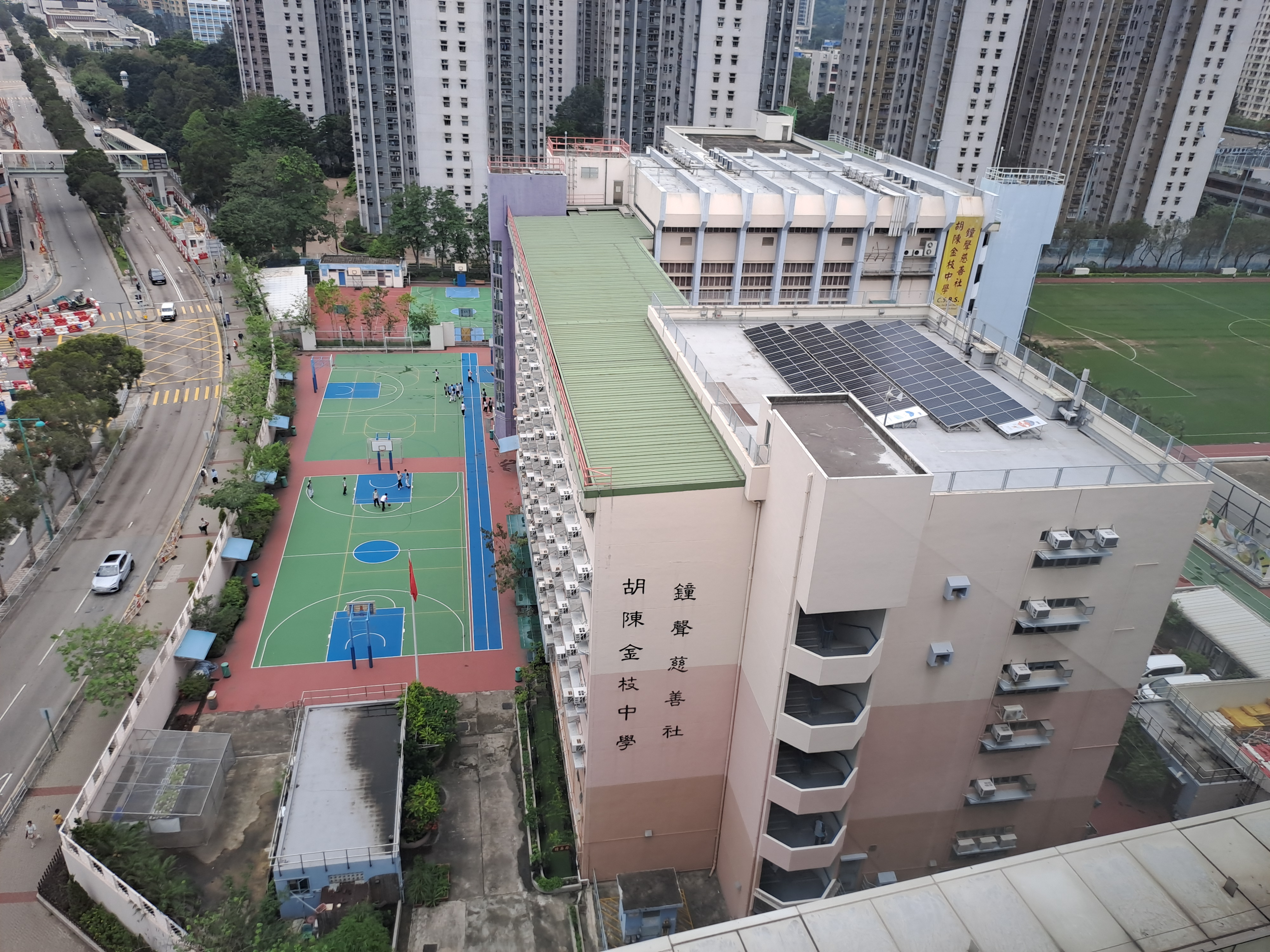
鐘聲慈善社胡陳金枝中學新校舍，攝於屯門兆麟政府綜合大樓平台花園

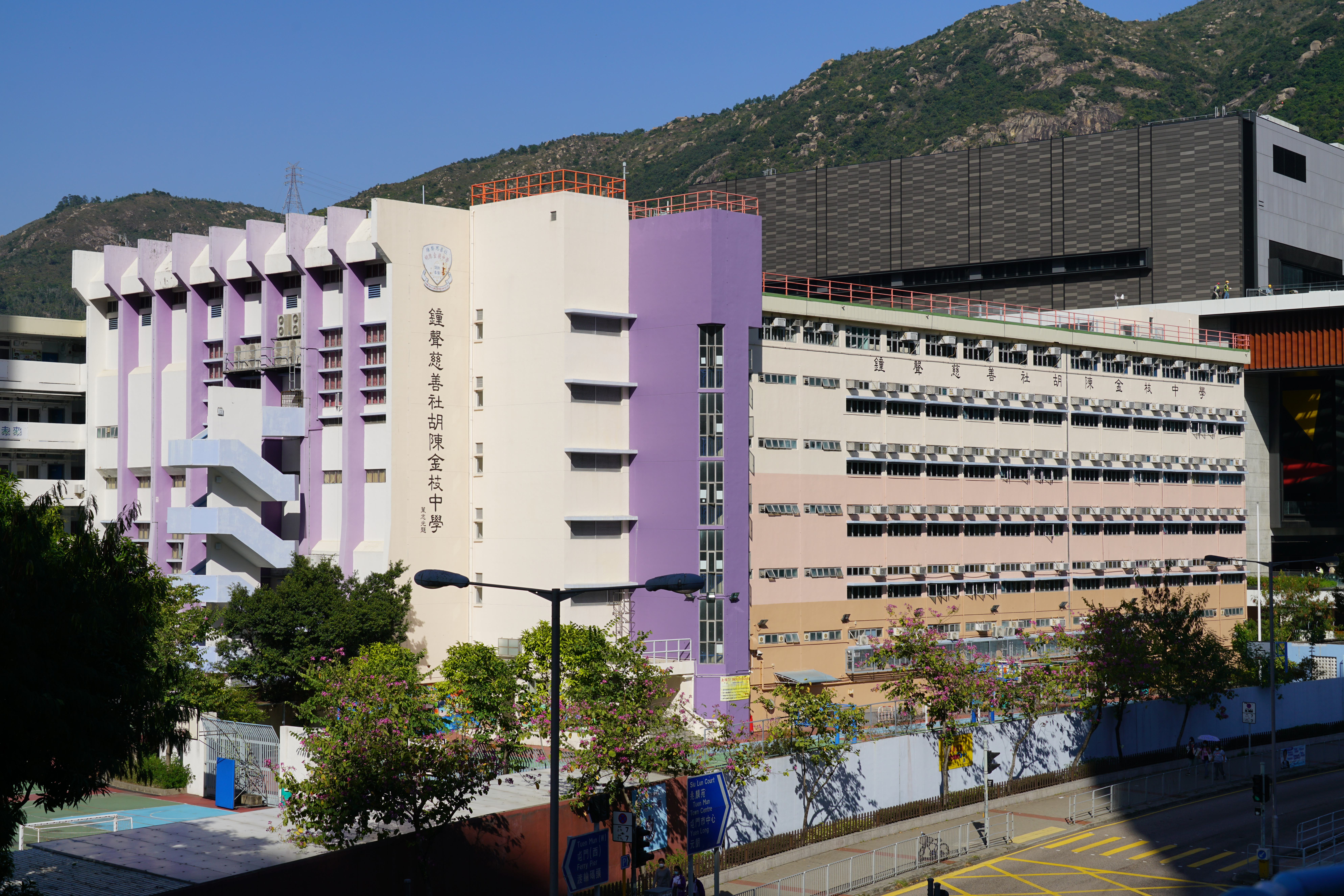
翻油後的新校舍

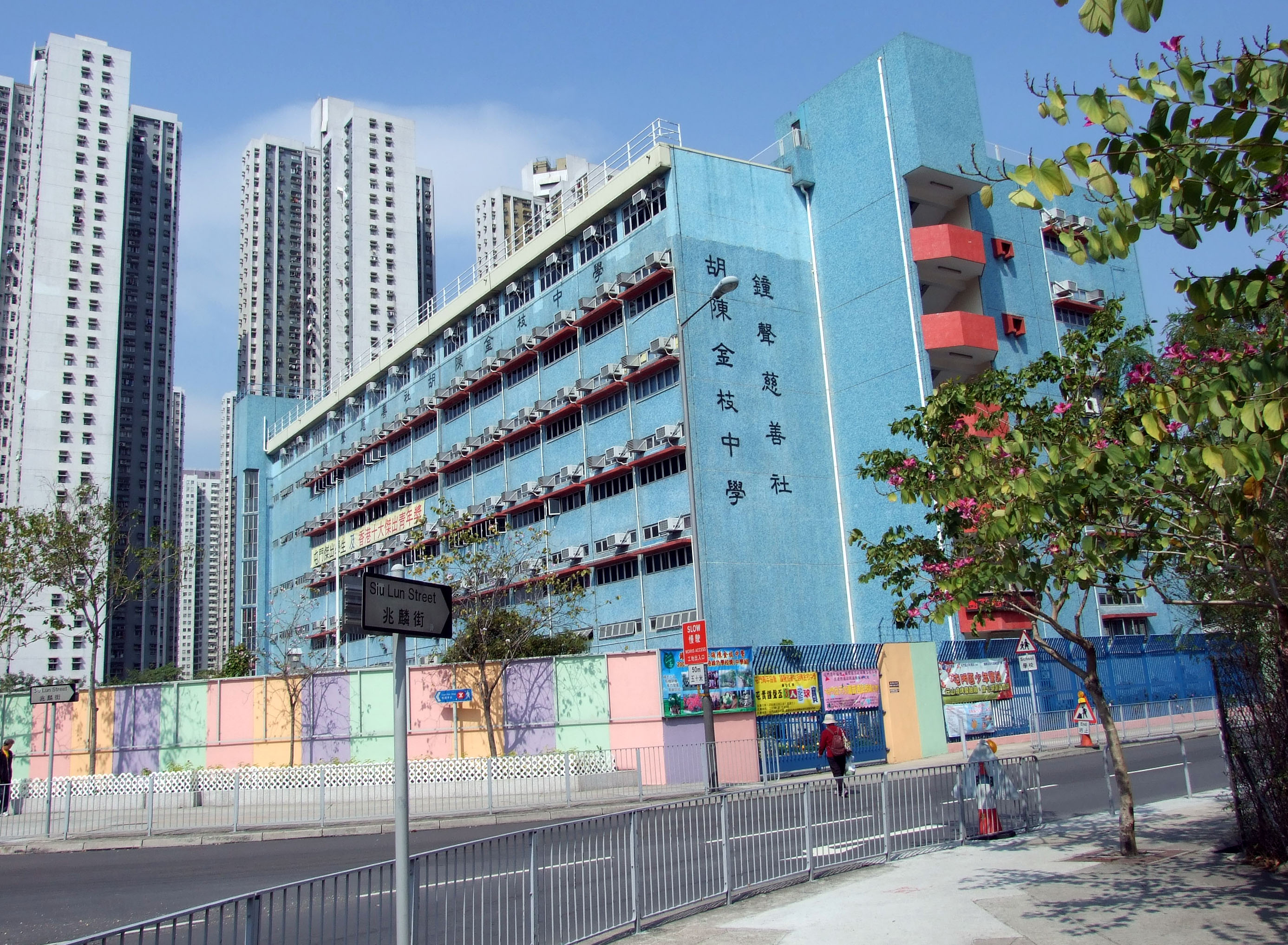
翻油前的新校舍

鐘聲慈善社胡陳金枝中學（英語：Chung Sing Benevolent Society Mrs. Aw Boon Haw Secondary School），前稱「鐘聲慈善社學校」，是香港屯門區一間津貼男女子中學，於1947年創立，1989-90年間從港島堅尼地城遷入現址。

## 校政管理
歷任校監
- 吳仲朝 先生[2]
- 顏玉瑩 先生[3][註 1]
- 周有 先生[4]
- 陳能方 先生[5]
- 劉梅軒 先生[6][註 2]
- ？至2023年：葉志光 先生[7][8]
- 2023年至今：葉榮基 先生[9]

歷任校長
- 譚榮光 先生[10]
- 王子俊 先生[11]
- 黃燕清 先生[5]
- ？至1997年、？至1999年：盧焯成 先生[12][13]
- 1999年至2009年：林達仁 先生[13][14][15]
- 2009年至2021年：朱偉明 先生[16][17][15]
- 2021年至今：劉德銘 先生[15]

歷任副校長
- ？-2017年：陳枝華 先生[18]
- 曹耀華 先生[18]
- 朱偉明 先生[19]
- 胡健雄 先生[20]
- ？至2021年：劉德銘 先生
- 黃汝輝 先生[21]
- 王金鏗 先生[22]
- 石德順 先生

## 校訓
| 校訓 | 釋義               |
| 謙   | 謙遜有禮，善待他人 |
| 恭   | 恭敬長輩，愛護同儕 |
| 勤   | 勤奮向上，積極進取 |
| 慎   | 慎重言行，循規蹈矩 |

而学校四社也以校訓為名：謙〈红色〉、恭〈橙色〉、勤〈紫色〉、慎〈綠色〉。

## 學校歷史

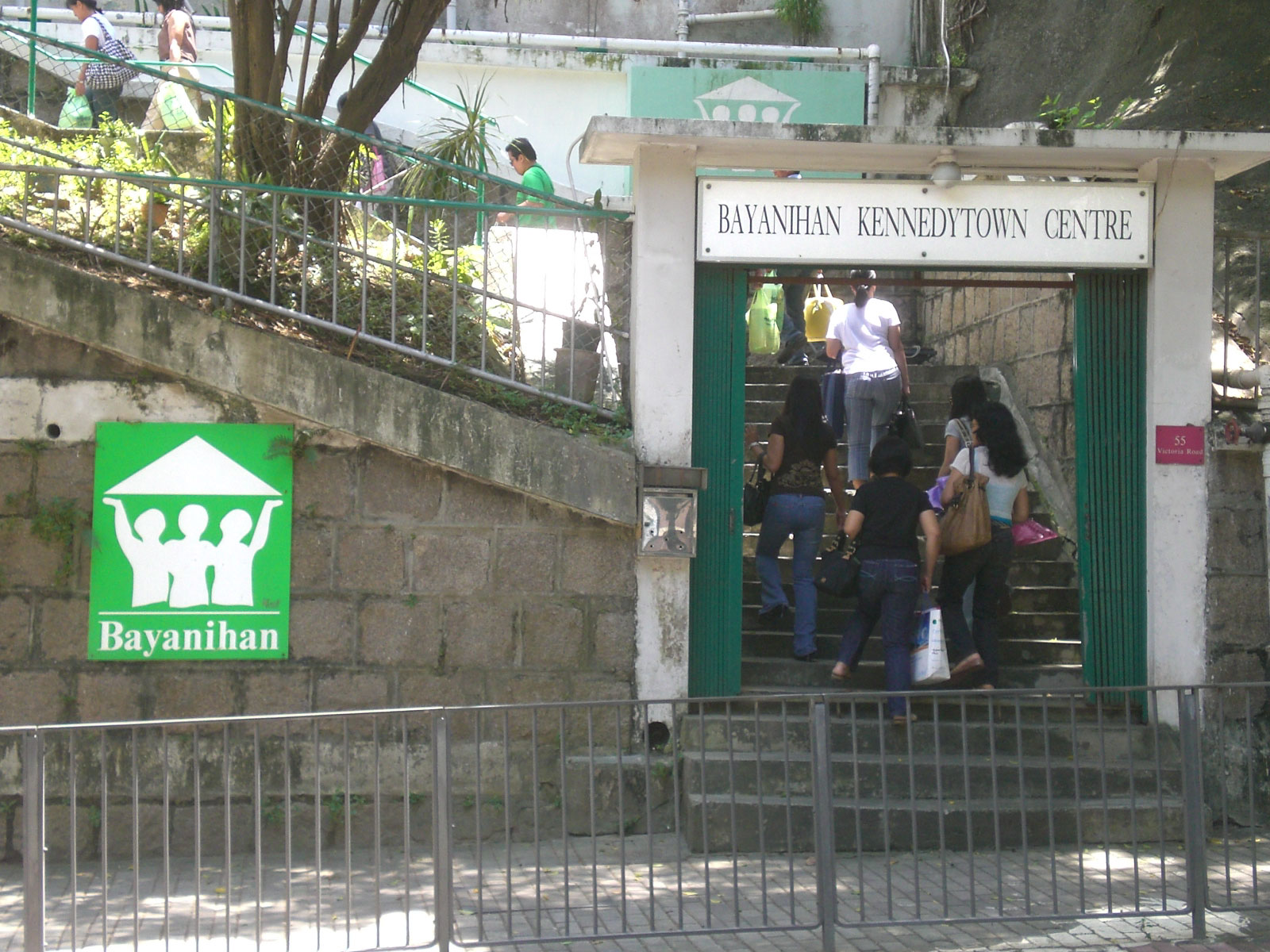
位於域多利道的「Bayanihan KennedyTown Centre」是「鐘聲慈善社學校」的舊校舍

鐘聲慈善社於1946年在香港島石塘咀復辦夜校義學，1947年租下上環普慶坊大安台10號至13號開辦小學日夜校，翌年創辦中學部，是一個初中學部。1950年為擴大校舍規模，慈善社向政府申請一幅面積達22,500平方呎的地皮，終在1953年獲批准於西環近加惠民道位置為屬下學校建成新校舍，由建築師周耀年負責設計。期間政府資助一半，即17萬建築費，邀得時任華民政務司鶴健士（Brian Charles Keith Hawkins）於1956年主持開幕儔式。此前該校於1952年起獲教育司署津貼，同年至1956年間辦學團體花費7萬9千元買入大安台校，藉此節省每年1萬多元租金開支。
1956年域多利道校建成以來，該校舍一直沿用至1989年，為了增辦高中年級，校方得到教育署批准於1974年改建課室，學生可於1975年9月起於原校升讀高中。另一方面，私立小學上午校於津貼下午校在1974年9月合併為全日制津貼小學。校方及後於1979年增辦中一至中三年級，中三及中三年級按年再增加至每級各3個班別。又於1980年9月停辦中文部，改辦英文部中一至中五年級。
為了擴充班級結構，鐘聲慈善社胡陳金枝中學校方於1989年3月獲教育署批准遷入屯門區辦學；同年9月至1990年9月前暫時借用大興邨釋慧文中學當年新建的校舍。自1990年起正式遷到兆麟街現址，並以胡文虎夫人胡陳金枝的名字來命名，取代原名「鐘聲慈善社學校」；而在1990-91年間，由於此校未在屯門區開齊所有級別，部分課室曾為路德會西門英才中學遷入元朗前的臨時校舍。後於1992年校方既獲准開辦中七預科班，又於同年初把西環校舍交還政府。鐘聲慈善社學校易名的契機起自胡文虎女兒胡仙捐出240萬元予鐘聲慈善社作為發展基金之用。為表謝意，校董會如是於1989年6月去信教育署申請更改校名。
仍命名為「鐘聲慈善社學校」時，學校的小學部設有夜校。小學部則在中學部遷址後停辦。遷址後的鐘聲慈善社胡陳金枝中學是「國際啟發潛能教育（Invitational Education）聯盟」及「新加坡教育局學習圈（Learning Circles）計劃」的成員學校。每年均協助安排美國、新加坡、馬來西亞或其他地方的師生交流活動。此外，鐘聲慈善社胡陳金枝中學於2006年獲得美國 I.A.I.E. 頒發的「國際啟發潛能教育獎」。而在1998年之後，因為母語教學的推行，而該校學生水平未達准予繼續採用英語教學的標準，因此需要轉用中文教學。1997年成立學生會，1998年9月成立家長教師會。
由於校政管理不善，加上曾發生行政人員濫用職權、學生吸毒等醜聞，導致此校收生於2000年代尾驟跌。因此，此校自2010年代起改以錄取南亞裔學生為主，以免被下令殺校。

## 校舍
此校現存校舍為一座全連環型校舍，佔地5,000平方米，加建5樓後設有25間課室。此校連同深培中學的相連校舍，由中國水利電力對外公司承建，於1989年動工，1990年8月28日交付。

## 重要事件
此校曾發生多宗醜聞，其校政更曾被教育局批評。
- 2004年，教育統籌局公布四所中學及四所小學的視學報告，其中此校被批評人事上權責不清、課程過度剪裁、學生又不守課堂紀律，伏案睡覺。而高中授課語言標榜以英語授課，實際上是採用中英混合教學語言，所以有「掛羊頭賣狗肉」之嫌[43]。
- 2006年7月26日，此校13歲女學生卓慧妍疑在旺角一間卡拉OK夜總會消遣時，服食過量氯胺酮及苯丙胺後，昏倒在旺角道街頭，送院後證實不治[44]。
- 2008年5月，時任校長林達仁被指在過去兩年內，協助其妻在校內推銷保險，更威脅不投保教職員可能被扣薪津、甚至被解僱。事後，校長被發出口頭警告，另校方決定禁止林妻進入校舍[45]。
- 2009年1月9日，教育局視學組總主任毛麗萍在該校3樓被其中一名學生撞到及推倒在地，對她造成人身傷害。她認為學校有疏忽，便入稟高等法院向校方索取賠償179萬港元[46][47]。

## 知名教職員
- 何沛勝：曾璧山（崇蘭）中學校長[18]

## 著名/傑出校友
鐘聲慈善社屬校的校友於1965年組建鐘聲校友會，至今仍然運作。
- 狄易達（原名廖成達；2008年中七）：香港男歌手[48][49]
- 勞詠君：香港女模特兒
- 范文藤：前屯門普高足球員[50]
- 廖富源：香港超聯球隊東方足球隊守門員
- 姜炳耀：2008年度香港十大傑出青年、立新服務有限公司的管理總監、天匠裝飾設計公司創辦人、傑出青年協會（2016-2017年執行委員會）主席[51]
- 洪為民，JP（1984年中五）：第十三屆全國人民代表大會代表、2008年度香港十大傑出青年、香港菁英會副主席、昊新有限公司聯合創辦人和執行副總裁[51][52]
- 關沃暖（1962年中三）：中華民國政治人物、前立法委員[53]
- 聶揚聲（1956年小六、1959年中三）：榕光社主席[54][55]
- 吳淦軒：香港男歌手
- 許嘉灝（1961年中三）：前東區區議會議員[56]
- 藍文漢（1996年中七）：救世軍卜維廉中學副校長[57]
- 鄭德禮（2004年中七）：香港教育大學國際教育學系講師[58]

## 外部連結
- 鐘聲慈善社胡陳金枝中學官方網頁 （页面存档备份，存于）
- 鐘聲慈善社 鐘聲慈善社胡陳金枝中學
- 2015國際啟發潛能教育學校成就大獎特刊 （页面存档备份，存于）